# Pozzuolo Martesana
Pozzuolo Martesana is een gemeente in de Italiaanse metropolitane stad Milaan (regio Lombardije) en telt 7550 inwoners (31-12-2004). De oppervlakte bedraagt 12,4 km², de bevolkingsdichtheid is 603 inwoners per km².

## Demografie
Pozzuolo Martesana telt ongeveer 3056 huishoudens. Het aantal inwoners steeg in de periode 1991-2001 met 19,6% volgens cijfers uit de tienjaarlijkse volkstellingen van ISTAT.
| Jaar | Inwoneraantal |
| ---- | ------------- |
| 1991 | 6050          |
| 2001 | 7233          |

## Geografie
Pozzuolo Martesana grenst aan de volgende gemeenten: Inzago, Cassano d'Adda, Gorgonzola, Bellinzago Lombardo, Melzo, Truccazzano.